# Obussencontract
Het Obussencontract betrof een aankoop van wapens door het Belgische ministerie van Defensie, waarbij omkoping werd vastgesteld.

## Het contract
Op 29 maart 1985 bestelde Freddy Vreven, minister van Defensie, bij de Amerikaanse firma General Defense Corporation, 114.400 houwitsergranaten en 113.000 ontstekingsbuizen ter waarde van 168 miljoen euro (6,8 miljard Belgische frank).
Het veel goedkopere Nederlands bedrijf Eurometaal diende klacht in wegens het niet-correct verlopen van de aanbieding. De FBI deed een onderzoek en stelde vast dat 10 miljoen euro (400 miljoen BEF) als commissieloon gestort was op de Jerseyrekening van de Ledegemse garagist Johan Lampaert. Er werd aangenomen dat het om smeergeld ging dat anderen (bijvoorbeeld de minister en zijn partij of ambtenaren die bij de aankoop betrokken waren) was ten goede gekomen.

## Het proces
Gevolg aan het onderzoek werden Lampaert en de kabinetschef van de minister, kolonel Joël De Smet, in verdenking gesteld en aangehouden. Na korte tijd werden ze vrijgelaten en Lampaert vluchtte naar Bangkok, waar hij zich schuil hield. Hij werd pas in april 1996, via Nederland, aan België uitgeleverd. Samen met De Smet en nog veertien andere medewerkers op de ministeries van Defensie en van Economische Zaken, werd hij van oplichting, schriftvervalsing en omkoping beschuldigd.
Nochtans oordeelde het parket dat er na twaalf jaar onderzoek verjaring was ingetreden zodat geen enkele van de beschuldigden werd vervolgd en ze allen ontslag van rechtsvervolging kregen. Uitzondering werd gemaakt voor Lampaert die dan toch in september 1998 werd veroordeeld voor actieve corruptie, maar zonder dat de rechtbank hem, omwille van de onredelijk lange termijn, een straf oplegde. De rechtbank achtte het bewezen dat Lampaert 6 miljoen BEF had opgestreken en kolonel Vandenheede 49 miljoen fr. had ontvangen. Naar wie het saldo ging kon het parket niet achterhalen. Het vonnis werd in beroep bevestigd, maar in oktober 2003 verbroken door het Hof van Cassatie, dat oordeelde dat de zaak al in 1995 verjaard was en er dus in 1998 geen geldige uitspraak meer kon gebeuren. Ook Lampaert ging dus vrijuit.
Men heeft ook nooit achterhaald indien het lange uitstel in hoofde van het parket een gevolg was van onkunde dan wel van onwil.

## De nasleep
De twee ministers van wie de diensten in opspraak waren gekomen, Freddy Vreven (Defensie) en Mark Eyskens (Economische Zaken) werden nooit ondervraagd. Binnen beide ministeries werd nooit een onderzoek ingesteld. De Belgische Staat kreeg niet de geëiste 1 fr. schadevergoeding vanwege de rechtbank, maar slechts de helft, met als motief dat hij had nagelaten een diepgaand inwendig onderzoek of een disciplinaire procedure in te stellen. De firma Eurometaal ontving 1 fr provisionele schadevergoeding.
Eurometaal viel de Belgische Staat aan in schadevergoeding. Nadat de onderneming in 2003 werd overgenomen door Rheinmetall, vervolgden de curatoren de rechtszaak voor de burgerlijke rechtbank. In eerste aanleg en, in 2009, voor het Hof van Beroep in Brussel, werd de Belgische Staat veroordeeld tot het betalen van 36 miljoen euro schadevergoeding, vanwege manipulatie van een openbare offerteaanvraag.
Echter werd het arrest op 24 januari 2011 door het Hof van Cassatie verbroken, op basis van technische fouten in de behandeling door het Hof van Beroep (uit zittingsbladen van het hof van beroep bleek dat niet steeds dezelfde raadsheren in het dossier gezeteld hadden). De zaak zal in de komende jaren opnieuw behandeld worden, ditmaal door het Hof van Beroep in Gent.

## Benaming
Hoewel het om een aankoop van granaten ging is er in de loop van de jaren, zowel in het Nederlands als in het Frans steeds sprake geweest van obussen: obussencontract, obussenaffaire, obussenschandaal.